# Maria Grazia Cucinotta
Maria Grazia Cucinotta, italijanska igralka, * 27. julij 1968, Messina.
Maria Cucinotta je priljubljena italijanska sicilijanska igralka, ki je zaslovela s filmom Poštar (Il Postino). Kot statistka je nastopila tudi v filmu o Jamesu Bondu, Svet ni dovolj (The World is not Enough).